# Włodzimierz (Alawdin)
Włodzimierz, imię świeckie Wasilij Fiodorowicz Alawdin (ur. 17 lipca?/28 lipca 1791 we Włodzimierzu, zm. 8 maja?/20 maja 1845 w Tobolsku) – rosyjski biskup prawosławny.

## Życiorys
Był synem kapłana prawosławnego, który służył jako kapelan mniszek monasteru Zaśnięcia Matki Bożej we Włodzimierzu. Ukończył seminarium duchowne we Włodzimierzu; będąc uczniem dwóch ostatnich klas prowadził równocześnie zajęcia z języka francuskiego. W latach 1814–1818 studiował w Moskiewskiej Akademii Duchownej, kończąc naukę z tytułem magistra nauk teologicznych. W tym samym roku został zatrudniony w seminarium duchownym w Penzie jako inspektor i wykładowca filozofii oraz języka hebrajskiego. Po krótkim czasie objął stanowisko rektora seminarium duchownego w Penzie oraz szkoły powiatowej prowadzonej przez Cerkiew. W 1820 na własną prośbę przeszedł do seminarium duchownego we Włodzimierzu, obejmując analogiczne stanowisko.
7 stycznia 1826 złożył wieczyste śluby mnisze w monasterze w Bogolubowie, przyjmując imię zakonne Włodzimierz. 20 stycznia tego samego roku przyjął święcenia kapłańskie z rąk biskupa włodzimierskiego Parteniusza. Hierarcha ten polecił mu utworzyć skit św. Mikołaja w Solbie (powiat peresławski guberni włodzimierskiej). Zadania te hieromnich Włodzimierz pełnił jedynie przez rok, gdyż w październiku 1827 został mianowany rektorem seminarium duchownego w Petersburgu oraz niższych szkół duchownych przy Ławrze Aleksandra Newskiego, jak również wykładowcą filozofii w seminarium. W 1828 otrzymał godność archimandryty. W 1829 został rektorem seminarium duchownego w Kałudze. W latach 1834–1835 służył w Petersburgu.
20 stycznia 1835 w cerkwi Św. Ducha w Ławrze Aleksandra Newskiego został wyświęcony na biskupa czehryńskiego, wikariusza eparchii kijowskiej. W 1836 został ordynariuszem eparchii kostromskiej. Kierując tą administraturą odbudował podupadły monaster św. Hipacego, tworzył szkoły dla dzieci z rodzin duchownych, zwalczał staroobrzędowców. W 1842 został podniesiony do godności arcybiskupiej i zarazem mianowany ordynariuszem eparchii tobolskiej i tiumeńskiej. W Tobolsku osobiście zaangażował się w odnowienie kilku świątyń, wzniósł również nową podmiejską rezydencję biskupów z prywatną cerkwią. W 1845 zachorował i na własną prośbę odszedł w stan spoczynku. Zgodnie ze swoim życzeniem został pochowany w cerkwi przy domu biskupim, który polecił wznieść.